# Алкаев, Олег Леонидович
Оле́г Леони́дович Алка́ев (бел. Алег Леанідавіч Алкаеў; 11 декабря 1952, Ленинск-Кузнецкий — 20 сентября 2022) — бывший начальник СИЗО № 1 (Минск), автор книги «Расстрельная команда». Имел среднее специальное и высшее образование, полковник внутренней службы. Более 30 лет проработал в пенитенциарной системе СССР, Казахстана, а с начала 1990-х годов — Белоруссии. 20 сентября 2022 года умер в Германии.

## Биография
С декабря 1996 по май 2001 года Алкаев был начальником Следственного изолятора № 1 Комитета исполнения наказаний МВД Республики Беларусь в Минске. В этом качестве он руководил командой, исполняющей смертные приговоры (по его свидетельству, за этот период было расстреляно 134 заключённых). Одной из его главных задач (кроме непосредственно организации работы расстрельной команды) была конспирация и обеспечение соответствующим легендированием сотрудников, которые находились под тщательным контролем и которым было запрещено рассказывать кому бы то ни было об особенностях своей работы. Алкаев многократно присутствовал непосредственно на расстрелах и рассказал следующее:
…ожидание смерти — это страшная кара. Она вполне компенсирует те страдания, которые они (убийцы) причиняют жертве. Это для тех родственников, у которых погибли люди от рук убийц. Вот только об этом никто не знает, кроме участников расстрельного процесса… <…> Таким пессимистам, которые просят расстрелять, никто не отнимал права распорядиться личной жизнью по своему усмотрению. Сплети верёвку — из носков там, из трусов… и попрощайся с этой жизнью, никто же этого не делает. Человек, приговорённый к смертной казни, согласен жить без рук, без ног.
В 2001 году Алкаев выступил с разоблачениями по делу о похищении и предполагаемом убийстве известных белорусских политиков. Согласно его заявлениям, в 1999 году по распоряжению тогдашнего министра внутренних дел Юрия Сивакова он ознакомил с процедурой приведения смертного приговора в исполнение командира СОБРа Дмитрия Павличенко. В том же году Алкаев дважды по личному указанию министра выдавал специальный пистолет ПБ, предназначенный для приведения в исполнение смертных приговоров; позже, сопоставив даты, он высказал предположение, что из этого пистолета были убиты Юрий Захаренко, Виктор Гончар и Анатолий Красовский. Когда ему стало очевидно, что правоохранительные органы не намерены предпринять необходимые меры для расследования, он опубликовал в оппозиционной печати интервью и документы.
В день выхода газет с этими материалами Алкаев покинул Минск, некоторое время жил в Москве, а затем выехал к родственникам в Германию и с 25 июля 2001 года живёт в Берлине. В 2002 году он получил политическое убежище в Германии.
В 2006 году издана книга Алкаева «Расстрельная команда» (изд. «Белорусский Партизан», 2006. — 288 стр. — ISBN 5-91114-003-9). В аннотации книги говорится:

Его <Алкаева> откровенный рассказ о тюремном быте, правилах и порядках раскрывает многие тайны этого закрытого мира. Шокирующие подробности приведения в исполнение смертных приговоров — первый современный документ о процедуре казни.

В январе 2021 года был опубликован разговор Вадима Зайцева, тогдашнего председателя КГБ, с двумя людьми от 11 апреля 2012 года, где речь велась среди прочего и об организации убийства писателя и бывшего начальника СИЗО Алкаева.